# Steve von Bergen
Steve von Bergen, né le 10 juin 1983 à Neuchâtel, est un footballeur international suisse qui évoluait au poste de défenseur.

## Carrière
Le 9 mars 2022, il retourne au BSC Young Boys dans le staff technique, il s'occupera en particulier des défenseurs.

### Club
Steve von Bergen fait ses débuts au FC Hauterive, club qu'il quitte en 1996 pour Neuchâtel Xamax. Il décide de rejoindre l'entraîneur Lucien Favre au FC Zurich en 2005. En août 2007, il débute ainsi une carrière à l'étranger en rejoignant son entraîneur au Hertha Berlin ou il s'impose rapidement dans la défense berlinoise. Mais le limogeage de Favre, lui fait perdre sa place durant la saison 2009-2010 où son club sera relégué en 2. Bundesliga.
Après une très belle Coupe du monde, le 4 août 2010, Steve von Bergen signe pour deux saisons à l'AC Cesena, néo-promu en Serie A italienne ou depuis Von Bergen devient titulaire indiscutable dans le dispositif de Marco Giampaolo. Le 28 janvier 2012, il signe un contrat de trois saisons en faveur du Genoa mais est échangé avant le début de la saison à Palerme. À la suite de la relégation de Palerme en Serie B, Steve von Bergen retourne en Suisse aux BSC Young Boys (club de la capitale, Berne) avec un contrat de cinq saisons. 
Le 27 mai 2019, il met un terme à sa carrière de joueur lors du dernier match de championnat. Il marque notamment le 4ème but de son équipe et gagne le championnat avec BSC Young Boys pour la 2ème année consécutive.

### Équipe nationale
Köbi Kuhn lui offre ses débuts en équipe nationale le 6 septembre 2006 contre le Costa Rica, Von Bergen, est retenu dans la liste élargie pour l'Euro 2008, mais il se blesse et il est privé d'une éventuelle participation à cette compétition. Ottmar Hitzfeld le retient pour la Coupe du monde 2010, comme troisième choix en défense central (après Stéphane Grichting et Philippe Senderos). En Afrique du Sud, à la suite de la blessure de Senderos lors du match Espagne - Suisse (victoire 1-0 des Suisses), Von Bergen prend la place de ce dernier et dispute tous les matches de poules. À partir de la Coupe du monde sud-africaine, Steve von Bergen devient un titulaire indiscutable aux côtés de Johan Djourou en défense centrale dans le onze de base de Hitzfeld. Lors de la Coupe du monde 2014 au Brésil et pendant le second match des Suisses disputé face à la France, Von Bergen est touché à l’œil gauche dès le début de la rencontre par un pied haut d'Olivier Giroud. Il est contraint de sortir et de quitter le Mondial en raison d'une fracture du plancher de l'orbite gauche. Reconduit par Vladimir Petković en défense, Steve von Bergen perd sa place de titulaire durant l’automne 2014 au profit de Fabian Schär. Petković retient von Bergen pour disputer l'Euro 2016 lors duquel il annonce la fin de sa carrière internationale.

## Statistiques
| Saison                | Club                  | Championnat           | Championnat | Championnat | Coupe(s) nationale(s) | Coupe(s) nationale(s) | Compétition(s) continentale(s) | Compétition(s) continentale(s) | Compétition(s) continentale(s) | Promotion/relégation | Promotion/relégation | Suisse | Suisse | Total | Total |
| Saison                | Club                  | Division              | M.          | B.          | M.                    | B.                    | Comp.                          | M.                             | B.                             | M.                   | B.                   | M.     | B.     | M.    | B.    |
| 2000-2001             | Neuchâtel Xamax       | Ligue nationale A     | 1           | 0           | 1                     | 0                     | -                              | -                              | -                              | 1                    | 0                    | -      | -      | 3     | 0     |
| 2001-2002             | Neuchâtel Xamax       | Ligue nationale A     | 17          | 0           | -                     | -                     | -                              | -                              | -                              | 5                    | 0                    | -      | -      | 22    | 0     |
| 2002-2003             | Neuchâtel Xamax       | Ligue nationale A     | 32          | 0           | -                     | -                     | -                              | -                              | -                              | -                    | -                    | -      | -      | 32    | 0     |
| 2003-2004             | Neuchâtel Xamax       | Super League          | 33          | 0           | 1                     | 0                     | C3                             | 4                              | 0                              | 2                    | 0                    | -      | -      | 40    | 0     |
| 2004-2005             | Neuchâtel Xamax       | Super League          | 28          | 1           | 3                     | 0                     | -                              | -                              | -                              | -                    | -                    | -      | -      | 31    | 1     |
| Sous-total            | Sous-total            | Sous-total            | 111         | 1           | 5                     | 0                     | -                              | 4                              | 0                              | 8                    | 0                    | -      | -      | 128   | 1     |
| 2005-2006             | FC Zurich             | Super League          | 36          | 0           | 5                     | 0                     | C3                             | 4                              | 0                              | -                    | -                    | -      | -      | 45    | 0     |
| 2006-2007             | FC Zurich             | Super League          | 27          | 0           | 4                     | 0                     | C1                             | 2                              | 0                              | -                    | -                    | 1      | 0      | 34    | 0     |
| 2007-2008             | FC Zurich             | Super League          | 5           | 0           | -                     | -                     | C1                             | 1                              | 0                              | -                    | -                    | -      | -      | 6     | 0     |
| Sous-total            | Sous-total            | Sous-total            | 68          | 0           | 9                     | 0                     | -                              | 7                              | 0                              | -                    | -                    | 1      | 0      | 85    | 0     |
| 2007-2008             | Hertha BSC            | Bundesliga            | 25          | 0           | 1                     | 0                     | -                              | -                              | -                              | -                    | -                    | 4      | 0      | 30    | 0     |
| 2008-2009             | Hertha BSC            | Bundesliga            | 18          | 0           | 2                     | 0                     | C3                             | 5                              | 0                              | -                    | -                    | -      | -      | 25    | 0     |
| 2009-2010             | Hertha BSC            | Bundesliga            | 25          | 0           | 1                     | 0                     | C3                             | 9                              | 0                              | -                    | -                    | 9      | 0      | 44    | 0     |
| Sous-total            | Sous-total            | Sous-total            | 68          | 0           | 5                     | 0                     | -                              | 14                             | 0                              | -                    | -                    | 13     | 0      | 100   | 0     |
| 2010-2011             | AC Cesena             | Série A               | 34          | 0           | 1                     | 0                     | -                              | -                              | -                              | -                    | -                    | 7      | 0      | 42    | 0     |
| 2011-2012             | AC Cesena             | Série A               | 27          | 0           | -                     | -                     | -                              | -                              | -                              | -                    | -                    | 5      | 0      | 32    | 0     |
| Sous-total            | Sous-total            | Sous-total            | 61          | 0           | 1                     | 0                     | -                              | -                              | -                              | -                    | -                    | 12     | 0      | 74    | 0     |
| 2012-2013             | Genoa                 | Série A               | -           | -           | -                     | -                     | -                              | -                              | -                              | -                    | -                    | 1      | 0      | 1     | 0     |
| 2012-2013             | US Palerme            | Série A               | 35          | 1           | -                     | -                     | -                              | -                              | -                              | -                    | -                    | 8      | 0      | 43    | 1     |
| Sous-total            | Sous-total            | Sous-total            | 35          | 1           | -                     | -                     | -                              | -                              | -                              | -                    | -                    | 9      | 0      | 44    | 1     |
| 2013-2014             | Young Boys            | Super League          | 35          | 0           | 3                     | 0                     | -                              | -                              | -                              | -                    | -                    | 7      | 0      | 45    | 0     |
| 2014-2015             | Young Boys            | Super League          | 32          | 0           | 1                     | 0                     | C3                             | 9                              | 0                              | -                    | -                    | 7      | 0      | 49    | 0     |
| 2015-2016             | Young Boys            | Super League          | 27          | 0           | 2                     | 0                     | C1 C3                          | 2                              | 0                              | -                    | -                    | 1      | 0      | 34    | 0     |
| 2016-2017             | Young Boys            | Super League          | 28          | 0           | 3                     | 0                     | C1 C3                          | 2 6                            | 0                              | -                    | -                    | -      | -      | 39    | 0     |
| 2017-2018             | Young Boys            | Super League          | 34          | 0           | 5                     | 0                     | C1 C3                          | 4                              | 0                              | -                    | -                    | -      | -      | 47    | 0     |
| 2018-2019             | Young Boys            | Super League          | 28          | 1           | 2                     | 0                     | C3                             | 7                              | 0                              | -                    | -                    | -      | -      | 37    | 1     |
| Sous-total            | Sous-total            | Sous-total            | 184         | 1           | 16                    | 0                     | -                              | 36                             | 0                              | -                    | -                    | 15     | 0      | 251   | 1     |
| Total sur la carrière | Total sur la carrière | Total sur la carrière | 527         | 3           | 36                    | 0                     | -                              | 61                             | 0                              | 8                    | 0                    | 50     | 0      | 682   | 3     |

## Palmarès

### En club
- FC Zurich (2)
  - Champion de Suisse en 2006 et 2007

- BSC Young Boys (2)
  - Champion de Suisse en 2018 et 2019
  - Vice-champion en 2015, 2016 et 2017